# Bàsmala

Exemple d'utilització decorativa de la bàsmala

La bàsmala (àrab: بسملة, basmala) és una fórmula ritual islàmica que encapçala totes les sures de l'Alcorà (excepte la novena) i que els musulmans utilitzen en diversos altres contexts així com a motiu ornamental cal·ligràfic.
La fórmula diu:
بسم الله الرحمن الرحيم
bi-smi Llāhi r-Raḥmāni r-Raḥīmi
«En nom de Déu, el Clement, el Misericordiós»
Com tots els continguts de l'Alcorà, es pronuncia sempre en àrab, que és la llengua litúrgica de l'islam. La paraula «bàsmala» està formada amb les quatre primeres consonants de la fórmula (b-s-m-l, ب س م ل).
A més d'iniciar els capítols de l'Alcorà, la fórmula es fa servir sovint com a preàmbul en les cartes i els texts oficials, com per exemple les constitucions de certs països islàmics. També se sol escriure a la part superior de les pissarres a les escoles i fins i tot pot trobar-se a la capçalera dels diaris. Molts musulmans la pronuncien en iniciar diverses accions, de manera completa o en la seva forma abreujada, és a dir dient només la primera part, bi-smi-L·lah.
Es tracta igualment de la frase més utilitzada en la cal·ligrafia àrab ornamental: la major part de les figures i composicions realitzades pels cal·lígrafs la contenen i es fa servir molt sovint per a decorar les parets de les llars musulmanes o dels comerços i centres de treball.
Segons un dels mètodes de numerologia islàmica, la suma dels valors numèrics assignats a les lletres que componen la bàsmala dona com a resultat la xifra 786. Per això, en alguns llocs, especialment a l'Índia i al Pakistan, de vegades la fórmula se substitueix per aquest número.